# 双扇股窗蟹
双扇股窗蟹（学名：Scopimera bitympana）为沙蟹科股窗蟹属的动物。分布于朝鲜西岸、台湾岛以及中国大陆的海南岛、福建、江苏、山东、渤海湾等地，生活环境为海水，常穴居于低潮线的泥沙滩上。